# Поплавская, Екатерина Викторовна
Екатери́на Ви́кторовна Попла́вская (бел. Кацярына Віктараўна Паплаўская; род. 7 мая 1987, Гомель) — белорусская легкоатлетка, специалистка по бегу с барьерами. Выступает за сборную Белоруссии по лёгкой атлетике с 2007 года, обладательница серебряной медали чемпионата Европы, победительница и призёрка первенств национального значения, участница трёх летних Олимпийских игр. Мастер спорта Республики Беларусь международного класса.

## Биография
Екатерина Поплавская родилась 7 мая 1987 года в городе Гомеле Белорусской ССР.
Впервые заявила о себе в лёгкой атлетике на международном уровне в сезоне 2007 года, когда вошла в состав белорусской национальной сборной и выступила на молодёжном европейском первенстве в Дебрецене, где в зачёте бега на 100 метров с барьерами с результатом 13,48 финишировала в финале восьмой.
Благодаря череде удачных выступлений удостоилась права защищать честь страны на летних Олимпийских играх 2008 года в Пекине — в программе барьерного бега на 100 метров выбыла из борьбы за медали уже на предварительном квалификационном этапе, показав время 13,39.
В 2009 году бежала 60 метров с барьерами на чемпионате Европы в помещении в Турине (8,28), стала четвёртой в беге на 100 метров с барьерами на молодёжном европейском первенстве в Каунасе (13,32).
На чемпионате Европы 2010 года в Барселоне дошла в 100-метровом барьерном беге до стадии полуфиналов (13,14).
В 2011 году в беге на 60 метров с барьерами дошла до полуфинала на чемпионате Европы в помещении в Париже (8,14), в беге на 100 метров с барьерами выиграла бронзовую медаль на Всемирных военных играх в Рио-де-Жанейро (13,12), была пятой на Универсиаде в Шэньчжэне (13,24).
На чемпионате Европы 2012 года в Хельсинки с результатом 12,97 завоевала в 100-метровом барьерном беге бронзовую медаль (впоследствии в связи с дисквалификацией турчанки Невин Яныт переместилась в итоговом протоколе на вторую позицию). На Олимпийских играх в Лондоне в той же дисциплине во время предварительного забега упала и заступила на чужую дорожку, в результате чего была дисквалифицирована.
На чемпионате Белоруссии 2014 года в Гродно с результатом 13,24 стала серебряной призёркой в беге на 100 метров с барьерами, уступив только Алине Талай. Также с командой Гомельской области выиграла бронзовые медали в эстафетах 4 × 100 и 4 × 400 метров.
В 2015 году отметилась выступлением на Всемирных военных играх в Мунгёне, получила серебро в барьерном беге на 100 метров (13,29), закрыла десятку сильнейших в прыжках в длину (5,89).
В июне 2016 года на соревнованиях в финском Лапинлахти установила свой личный рекорд в беге на 100 метров с барьерами — 12,88, тогда как на чемпионате Европы в Амстердаме остановилась на стадии полуфиналов. Выполнив олимпийский квалификационный норматив, прошла отбор на Олимпийские игры в Рио-де-Жанейро — в программе 100-метрового барьерного бега не сумела преодолеть предварительный квалификационный этап, показав в своём забеге время 13,45.
После Олимпиады в Рио Поплавская осталась действующей спортсменкой на ещё один олимпийский цикл и продолжила принимать участие в крупнейших международных стартах. Так, в 2019 году в беге на 100 метров с барьерами она одержала победу на Всемирных военных играх в Ухане (13,36).
За выдающиеся спортивные достижения удостоена почётного звания «Мастер спорта Республики Беларусь международного класса».